# Леухусен, Аделаида
Амалия Аурора Аделаида Леухусен (швед. Amalia Aurora Adelaïde Leuhusen; 1 декабря 1828, Стокгольм — 1923) — шведская баронесса, художница и концертная певица. Она была учительницей и покровительницей знаменитой шведской оперной певицы Кристины Нильсон, с которой познакомилась в Париже, где Нильссон начинала свою международную карьеру. Леухусен была членом Шведской королевской музыкальной академии. В течение своей жизни она была знаменита во всей Швеции и известна своими работами за пределами своей родной страны.

## Биография
Амалия Валериус родилась в семье канцлера Йохана Давида Валериуса и Кристины Ауроры Ингелль, у неё также была сестра по имени Берта. С раннего возраста она проявляла таланты как в искусстве пения, так и в живописи, получая частное образование в обеих областях искусства. С 1852 года она изучала искусство в Дрездене. Параллельно учёбе она занималась пением у Фанни Шефер в Лейпциге и Людвига Рельштаба в Берлине. Она выступила в качестве певицы на нескольких концертах в Германии.
В 1858 году она вышла замуж за барона Акселя Рейнхольда Леухусена (1815—1886) и переехала в Гётеборг, где успешно работала как преподаватель пения. Параллельно она продолжала совершать путешествия за границу для изучения искусства и пения в Германии и Франции. Во время одной из своих учебных поездок в Париж она привезла туда с собой свою студентку Кристину Нильссон, что помогло последней получить международную известность.
Леухусен жила в Стокгольме с 1870 года, где она была учительницей пения с хорошей репутацией. С 1874 года она училась и работала художником под руководством Мархалла в Дрездене и Флоренции. Она принимала участие в выставках Королевской академии свободных искусств Швеции.
Аделаида Леухусен была принята в Шведскую королевскую музыкальную академию в 1872 году.